# Cleo (cântăreață)
Joanna Krystyna Klepko (n. 25 iunie 1983, în Szczecin), cunoscută după numele de scenă Cleo, este o cântăreață poloneză. Ea a reprezentat Polonia la Eurovision 2014 din Copenhaga, Danemarca, împreună cu Donatan, cu piesa "My Słowianie".

## Carieră
Joanna Klepko este absolventă a Universității de Știință din Varșovia.
A cântat în trupa de muzică gospel "Soul Connection". Ea este câștigătoarea primului sezon al concursului "Studio Garaż", la categoria ritm și blues. Ea a mai lucrat cu Pezet, Onar, Pih, Ramona 23, WSRH, Wet Fingers și Endefis.
În 2011, Cleo a luat parte la concursul X Factor (varianta poloneză). Din 2013, ea colaborează cu Donatan.
Pe 25 februarie 2014, la talk-showul Świat się kręci de pe postul polonez TVP, a fost anunțat că Cleo va reprezenta Polonia cu piesa "My Słowianie", împreună cu Donatan, la Concursul Muzical Eurovision 2014 din Copenhaga, Danemarca. Ei au terminat pe locul 14 în finală, cu 62 de puncte. Acest scor a cauzat diverse controverse, deoarece la rezultatul televot, Polonia a obținut locul 5, cu 162 de puncte (punctaj maxim de la Regatul Unit, Irlanda, Norvegia și Ucraina). Polonia nu a primit puncte de la Regatul Unit și Irlanda, cu toate că a fost prima la televotul public. Aceasta s-a întâmplat după ce juriul britanic și irlandez a plasat-o pe ultimul loc (locul 25). Această controversă a fost discutată în ziarele The Independent, BBC News, The Telegraph, The Guardian și Mirror.

## Discografie

### Single-uri
| An                                                                                    | Titlu                              | Poziție | Poziție | Albumul |
| An                                                                                    | Titlu                              | POL     | POL New | Albumul |
| ------------------------------------------------------------------------------------- | ---------------------------------- | ------- | ------- | ------- |
| 2013                                                                                  | "My Słowianie" (cu Donatan)        | 2       | 2       | —       |
| 2014                                                                                  | "Cicha woda" (cu Donatan și Sitek) | 11      | 1       | —       |
| 2014                                                                                  | "Slavica" (cu Donatan)             | —       | —       | —       |
| "—" reprezintă single-uri care nu au intrat în top sau au fost lansate internațional. |                                    |         |         |         |